# Eutropis caraga
Eutropis caraga — вид сцинкоподібних ящірок родини сцинкових (Scincidae). Ендемік Філіппін. Описаний у 2020 році.

## Поширення і екологія
Eutropis caraga мешкають на півдні Філіппінського архіпелагу, зокрема на островах Мінданао, Бохоль, Дінагат, Самар і Сіаргао. Вони живуть у вологих тропічних лісах, на плантаціях і в садах. Зустрічаються на висоті до 1500 м над рівнем моря.